# IC 1380
IC 1380 је галаксија у сазвјежђу Пегаз која се налази на листи објеката дубоког неба у Индекс каталогу.
Деклинација објекта је + 2° 43' 5" а ректасцензија 21h 27m 10,9s. Привидна величина (магнитуда) објекта IC 1380 износи 14,3 а фотографска магнитуда 15,3. IC 1380 је још познат и под ознакама CGCG 375-35, NPM1G +02.0494, PGC 66779.